# Seán O’Casey

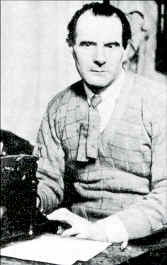
Seán O’Casey (1924)

Seán O’Casey (oft Sean O’Casey; irisch Seán Ó Cathasaigh, [ˈʃɑːn̪ oːˈkahəsiː]; geboren als John Casey, * 30. März 1880 in Dublin, Irland; † 18. September 1964 in Torquay, Vereinigtes Königreich) war ein irischer Dramatiker sowie politischer Aktivist des irischen Freiheitskampfes und des Sozialismus. Seine Darstellungen des Lebens der Armen in Dublin und seine Anti-Kriegs-Dramen machten ihn zu einem bekannten Dramatiker des 20. Jahrhunderts.

## Leben
O’Casey wuchs in einer protestantischen kleinbürgerlichen Familie im Norden Dublins auf. Der Vater starb, als Seán gerade sechs Jahre alt war, und hinterließ eine dreizehnköpfige Familie. Die Familie verarmte und O’Casey lernte das Leben in den „Slums“ kennen. Seine politische Arbeit begann mit seinem Eintritt in die Gaelic League. Er eignete sich im Selbststudium die irische Sprache an, spielte in der GAA Hurling und begann die Uilleann Pipes, den irischen Dudelsack, zu erlernen. Er trat auch in die Irish Republican Brotherhood ein. Er schloss sich der Gewerkschaft Irish Transport and General Workers’ Union an, die James Larkin gegründet hatte, und wurde im März 1914 Generalsekretär der ebenfalls von Larkin gegründeten Irish Citizen Army. Als sich dort der Nationalismus mehr und mehr durchsetzte, verließ er Irish Citizen Army jedoch als überzeugter Sozialist im Juli 1914 wieder, begründet durch Auseinandersetzungen mit James Connolly. O’Casey stand dem Dubliner Osteraufstand 1916 sehr kritisch gegenüber. (Seine Sicht der Ereignisse verarbeitete er 1926 in dem Drama The Plough and the Stars.)
Ebenso trat er aus der Gaelic League aus, der er lange Zeit mit seinen gründlichen Kenntnissen der gälischen Sprache nützliche Dienste geleistet hatte. Wie die gesamte kulturelle Bewegung der Irish Renaissance erschien ihm auch die Gaelic League als eine überwiegend von der oberen Mittelschicht getragene Bewegung, während er sich auf seinem eigenen biografischen Hintergrund stärker mit den Belangen der Arbeiterschaft identifizierte.
Danach begann O’Casey mit großem Erfolg, sozial- und gesellschaftskritische Theaterstücke zu schreiben. Von 1923 bis 1927 wurden sie ausnahmslos am Abbey Theatre aufgeführt. Während die Dramatiker der Irish Renaissance die sozialpolitische Realität des städtischen Irlands in ihren Werken zumeist vollständig ausblenden, siedelt O’Casey seine realistischen Stücke in den unteren sozialen Schichten der konfliktreichen Dubliner Arbeiter- und Kleinbürgerszene an. Charakteristisch für O’Caseys Dramen ist dabei vor allem seine Verbindung von realistischer Darstellung sozialer Probleme und Sachverhalte mit einer melodramatischen Figurenzeichnung und Handlungsführung.
Mit der Uraufführung seines Zweiakters The Shadow of a Gunman (dt. Der Schatten eines Rebellen), 1923, begann O’Caseys Dubliner Trilogie, in der er sich mit dem Scheitern einer sozialen Revolution in Irland und dem Scheitern des Osteraufstands von 1916 auseinandersetzte. Die männlichen Helden sind allesamt Anti-Helden, zum Teil sympathische Träumer, zum Teil Großsprecher oder Feiglinge. Die Frauenfiguren hingegen erscheinen tapfer und mutig dem Leben verbunden.
The Shadow of a Gunman stieß beim Dubliner Theaterpublikum auf großes Interesse und bewahrte durch seine Zugkraft das Abbey Theatre vor dem zum damaligen Zeitpunkt drohenden Bankrott; die dritte Aufführung brachte zum ersten Mal ein ausverkauftes Haus.
1924 folgte mit ebenso großem Erfolg Juno and the Paycock (dt. Juno und der Pfau). Für das Werk erhielt er 1925 den Hawthornden-Preis. Diese Tragikomödie begründete seinen Ruhm in England und ist seitdem nicht mehr von den Bühnen der Welt verschwunden. O’Casey war es fortan möglich, seine Stelle als Straßenarbeiter aufzugeben und von den Einkünften aus seiner schriftstellerischen Tätigkeit zu leben.
Mit The Plough and the Stars (dt. Der Pflug und die Sterne) kam im Februar 1926 das letzte Stück der Dubliner Trilogie zur Aufführung, und es verursachte einen Skandal, der mit dem Aufruhr um Synges Drama The Playboy of the Western World, 1907, vergleichbar ist. Irische Nationalisten waren wütend darüber, dass O’Casey eine kritische Sicht des Dubliner Osteraufstands auf die Bühne brachte. William Butler Yeats, der das Stück für ein Meisterwerk hielt, trat selbst auf die Bühne, um das Stück zu verteidigen.
Als 1927 jedoch O’Caseys Antikriegsstück The Silver Tassie von Yeats, dem Leiter des Abbey Theatre, abgelehnt wurde, wanderte er nach England aus. Der Streit um The Silver Tassie spiegelte die grundverschiedenen Auffassungen der beiden Dichter im Hinblick auf die Funktion und Bedeutung des Dramas. Während Yeats dem Drama in erster Linie die Aufgabe zuschrieb, die Menschen mit den zeitlosen allgemeinmenschlichen Problemen ihrer Existenz zu konfrontieren, war O’Casey nicht bereit, seine Werke vom Zeitgeschehen zu trennen. Seine Dramen setzen sich, auch wenn sie sich nicht ausschließlich mit den irischen Verhältnissen beschäftigen, unmittelbar mit zeitgeschichtlichen Entwicklungen wie dem irischen Freiheitskampf, dem Ersten Weltkrieg, der Depression der Nachkriegszeit (Within the Gates, 1934) oder dem Zweiten Weltkrieg (Oak Leaves and Lavender, 1946) auseinander. Das strittige Stück The Silver Tassie wurde 1929 in London aufgeführt. Nachdem Yeats und O’Casey sich wieder versöhnt hatten, wurde das Stück 1935 auch im Abbey Theatre dargeboten. Die Aufführung löste allerdings heftige Angriffe aus, die O’Casey weiter vom Abbey Theatre entfremdeten, das – mittlerweile vom Staat subventioniert – immer weniger seiner Bühnenkonzeption entsprach. Gleichwohl erfolgte 1937 auch die Uraufführung der Komödie The End of the Beginning am Abbey Theatre.
In England schrieb O’Casey eine Reihe weiterer Theaterstücke, die jedoch, mit Ausnahme von Within the Gates (1934), nie so bekannt wurden wie seine ersten dramatischen Werke; seine 6-bändige Autobiografie wird heute jedoch als gleichrangig mit seinen Dramen rezipiert.
In seiner Heimatstadt Dublin ist eine Fußgängerbrücke über den Fluss Liffey, die Seán O’Casey Bridge, nach ihm benannt.

## Werke

### Erstausgaben
- The Harvest Festival (1918, nicht aufgeführt)
- The Story of the Irish Citizen Army (1919, erschienen unter dem Pseudonym P. Ó Cathasaigh)
- The Shadow of a Gunman (1923) (dt. Der Schatten eines Rebellen, Der Rebell, der keiner war)
- Kathleen Listens in (1923) (dt. Kathleen hört zu)
- Juno and the Paycock (1924) (dt. Juno und der Pfau)
- Nannie’s Night out (1924) (dt. 1973 Nannie geht aus)
- The Plough and the Stars (1926) (dt. 1970 Der Pflug und die Sterne)
- The Silver Tassie (1927) (dt. 1952 Der Preispokal)
- Within the Gates (1934) (dt. Der Park)
- The End of the Beginning (1935; UA 1937) (dt. 1999 Das Ende vom Anfang)
- A Pound on Demand (~1930er) (dt. Ein Pfund abheben)
- The Star Turns Red (1940) (dt. 1967 Der Stern wird rot)
- Red Roses for Me (1942) (dt. 1948 Rote Rosen für mich)
- Purple Dust (1940/1945) (dt. Purpurstaub. Eine abwegige Komödie in drei Akten)
- Oak Leaves and Lavender (1946) (dt. Eichenlaub und Lavendel)
- Cock-a-Doodle Dandy (1949) (dt. 1969 Kikeriki)
- Hall of Healing (1951) (dt. 1965 Halle der Heilung)
- Bedtime Story (1951) (dt. Gutenachtgeschichte)
- The Bishop’s Bonfire (1955) (dt. 1982 Das Freudenfeuer für den Bischof)
- Behind The Green Curtains (1961) (dt. 1965 Hinter den grünen Vorhängen)
- Figuro in the Night (dt. Figur in der Nacht)
- The Moon Shines on Kylenamoe (dt.  1965 Der Mond scheint auf Kylenamoe)
- Time to go (1954) (dt. 1960 Zeit zu gehen)
- The Drums of Father Ned (1959) (dt. 1966 Pater Neds Trommeln)

- 6-bändige Autobiografie:
  - Ich klopfe an. Autobiographie I. Diogenes Verlag, Zürich 1965.
  - Bilder in der Vorhalle. Autobiographie II. Diogenes Verlag, Zürich 1965.
  - Trommeln unter den Fenstern. Autobiographie III. Diogenes Verlag, Zürich 1966.
  - Irland, leb wohl!. Autobiographie IV. Diogenes Verlag, Zürich 1966.
  - Rose und Krone. Autobiographie V. Diogenes Verlag, Zürich 1968.
  - Dämmerung und Abendstern. Autobiographie VI. Diogenes Verlag, Zürich 1969.

### Verfilmungen
- 1930: Juno and the Paycock – Regie: Alfred Hitchcock
- 1936: Der Pflug und die Sterne (The Plough and the Stars)
- 1963: Uspořená libra (A Pound on Demand) – Regie: Vladimír Svitáček, Ján Roháč (Fernsehfilm Tschechoslowakei)
- 1964: Cassidy, der Rebell (Young Cassidy) – Mit: Rod Taylor; Regie: John Ford – nach O’Caseys Autobiografie
- 1968: Pension für ledige Herren (Penzion pro svobodne pany) – nach dem Bühnenstück „Bedtime Story“
- 1975: Juno und der Pfau (Theateraufzeichnung)
- 1992: Das Ende vom Anfang (Theateraufzeichnung)
- 1995: Shadow of a Gunman (Performance: Shadow of a Gunman) – Mit: Kenneth Branagh

### Hörspiel-Bearbeitungen
- 1961: Der Rebell, der keiner war (DRS/SR, Regie: Werner Hausmann)
- 1980: Juno und der Pfau (SDR)
- 1983: Das Ende vom Anfang (Rundfunk der DDR, Regie: Horst Liepach)
- 1985: Das Erntefest (Rundfunk der DDR, Regie: Horst Liepach)

### Werke in deutscher Übersetzung
- Urs Widmer (Hg.): Sean O’Casey. Eine Auswahl aus den Stücken, der Autobiographie und den Aufsätzen. Mit einem Vorwort von Heinrich Böll und einem Nachwort von Klaus Völker. Diogenes, Zürich 1970.
  - Neuausgabe: Urs Widmer (Hg.): Das Sean O’Casey Lesebuch. Mit einem Vorwort von Heinrich Böll und einem Nachwort von Klaus Völker. Diogenes, Zürich 1984. 3-257-21126-0.

### Gesamtdarstellungen zu Leben und Werk
- Kurt Wittig: Sean O’Casey als Dramatiker. Ein Beitrag zum Nachkriegsdrama Irlands. Scharf, Leipzig 1937.
- Klaus Völker: Sean O’Casey (= Irisches Theater, Bd. 2). Friedrich Verlag, Velber bei Hannover 1968.
- Heinz Kosok: Sean O’Casey. Das dramatische Werk. Schmidt, Berlin 1972. ISBN 3-503-00713-X.
- Manfred Pauli: Sean O’Casey. Drama, Poesie, Wirklichkeit. Henschel, Berlin 1977.
- John Mitchell: The essential O’Casey. A study of the twelve major plays of Sean O’Casey. Seven Seas Publishers, Berlin 1980.
- Literatur und Politik in Irland. Sean O’Casey zum 100. Geburtstag. (= Gulliver. Deutsch-englische Jahrbücher, Bd. 7). Argument-Verlag, Berlin 1980. ISBN 3-920037-27-8